# Franz Dinnendahl

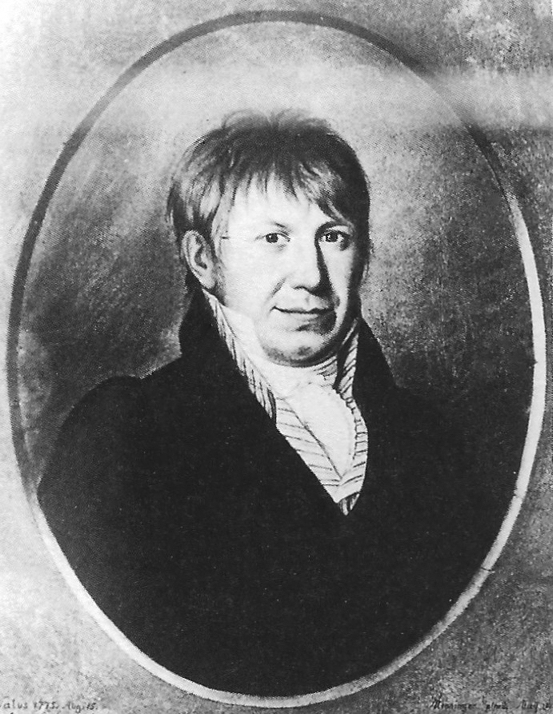
Franz Dinnendahl

Franz Dinnendahl (* 20. August 1775 in Horst; † 15. August 1826 in Rellinghausen) baute 1803 in Essen eine Dampfmaschine und gilt damit als einer der Pioniere der Industrialisierung im Ruhrgebiet und der Dampfmaschine in Deutschland.

## Leben
Dinnendahl kam als Sohn eines Müllers aus Horst bei Steele zur Welt. Als Jugendlicher arbeitete er als Viehhirte und verdiente dann zwei Jahre lang als Kohlenschieber sein Geld. Auf Anraten seines Onkels erlernte er den Zimmermannsberuf. Dabei wurde seine Begeisterung für Technik geboren. Als er den Auftrag erhielt, ein Maschinenhaus aus Holz zu bauen, interessierte er sich mehr für die Maschine als für das Haus.
Von 1801 bis 1803 konstruierte und baute er die erste Dampfmaschine für die Zeche Wohlgemuth bei Kupferdreh. Die Dampfmaschine war für den Steinkohlenbergbau im Ruhrgebiet wichtig. Sie fand zur Fördermaschine als auch als Pumpe Einsatz, die das in die unteren Sohlen eindringende Grundwasser zu Tage förderte und damit erst den Kohlenabbau in tieferen Schichten ermöglichte.

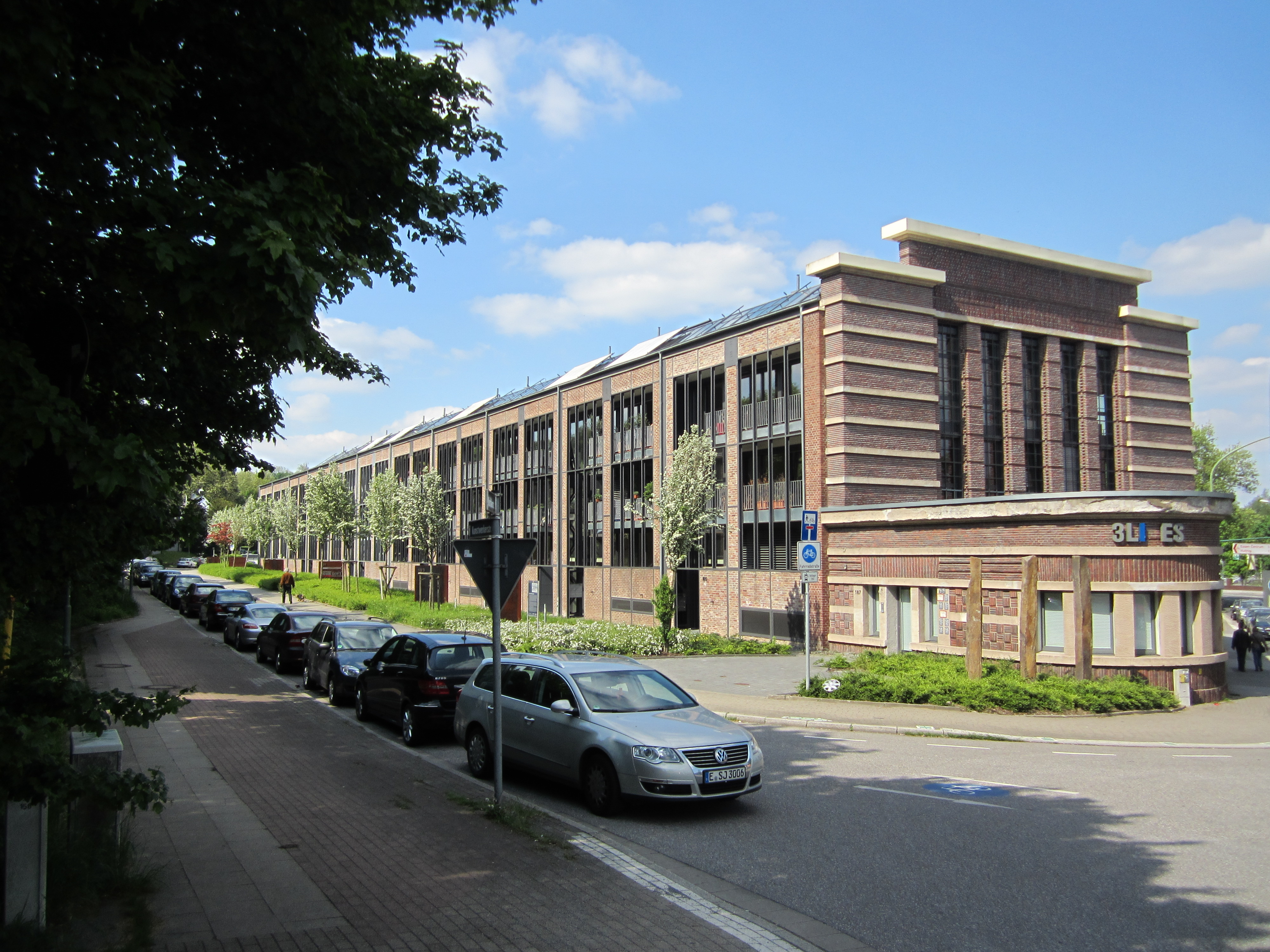
Ehemalige Dinnendahlsche Fabrik in Essen-Bergerhausen

Von Dinnendahl gezeichnete Dampfmaschine für Steinkohlengrube bei Essen 1807

Dinnendahl zog 1807 von Altendorf an der Ruhr nach Essen. Dort gründete er mit finanzieller Unterstützung von Helene Amalie Krupp eine Maschinenfabrik in der Trentelgasse. Dort stellte er erstmals eine Dampfmaschinen her, die auf der Zeche Vereinigte Sälzer & Neuack als Fördermaschine eingesetzt wurde. Der Transport des 15.000 Pfund schweren Kessels von der Trentelgasse zur Zeche westlich des damaligen Essener Stadtgebiets erwies sich am 13. September 1808 als problematisch, denn der Kessel passte nicht durch das Limbecker Tor der noch vorhandenen Stadtmauer. So musste das Pflaster dafür entfernt werden. Bis 1860 blieb die Maschine auf der Zeche in Betrieb und wurde noch bis 1891 als Reserve erhalten.
Er war mit bis zu 60 beschäftigten Menschen in der damaligen Kleinstadt ein wichtiger Arbeitgeber. 1818 führte er in seiner Fabrik eine Gasbeleuchtung ein, die er mit dem Apotheker Franz Wilhelm Flashoff entwickelt hatte. Dinnendahl stieg vom Sohn eines Bauern zum Fabrikanten auf. Als inzwischen angesehenes Mitglied des städtischen Bürgertums wurde er 1819 Stadtrat. Im Februar 1821 brannte seine Fabrik aus. Dinnendahl verlegte sie daher zu seiner Gießerei im heutigen Bergerhausen (später: Westfalia Dinnendahl Gröppel AG).
Dem Techniker fehlten jedoch die kaufmännischen Fähigkeiten und er machte Verluste im Bergwerksgeschäft. Zudem gab es inzwischen mit der Gutehoffnungshütte und der Fabrik von Friedrich Harkort weitere Fabrikanten von Dampfmaschinen. So starb er 1826 verarmt in einer wirtschaftlich schwierigen Situation. Sein Sohn Röttger Wilhelmm übernahm die Gießerei in Bergerhausen. Das zusammen mit seinem Bruder Johann Dinnendahl in den Jahren 1819 und 1820 in Mülheim an der Ruhr gegründete Eisenwerk ist Vorläufer der Friedrich Wilhelms-Hütte.

## Ehrungen und Gedenken
Dinnendahl wurde auf dem Friedhof in Rellinghausen beigesetzt. Im Jahre 1936 erhielt er ein Ehrengrab der Stadt Essen auf dem Südwestfriedhof.
Auf seinem ehemaligen Betriebsgelände an der Trentelgasse 4 in Essen wurde 1907/08 das Hauptsteueramt errichtet, an dem eine Gedenktafel an ihn erinnert. 2006 wurde das Gebäude von einem Privatinvestor erworben, aufwendig saniert und mit dem Namen "Villa Dinnendahl" versehen. Heute befindet sich hier eine Privatakademie für das Gesundheitswesen. Die Dinnendahlstraße in Bergerhausen und Huttrop wurde 1920 nach Franz Dinnendahl benannt. Außerdem tragen die Franz-Dinnendahl-Realschule in Kray sowie die Franz-Dinnendahl-Realschule in Bochum-Langendreer, seinen Namen.

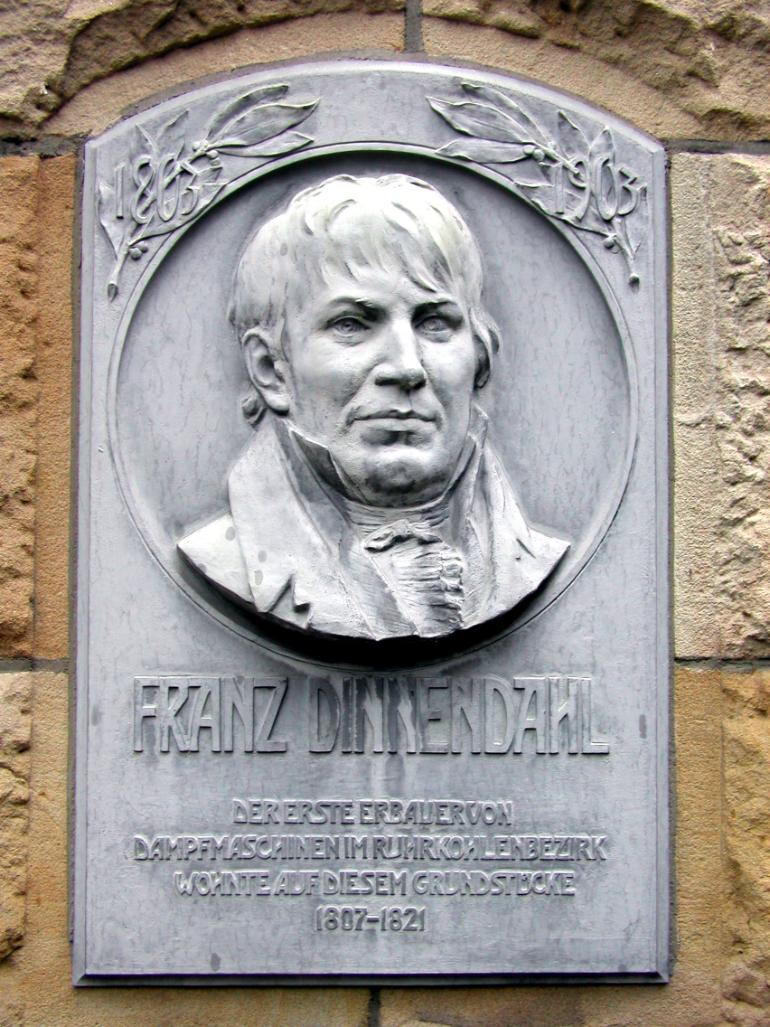
Gedenktafel in der Trentelgasse 4
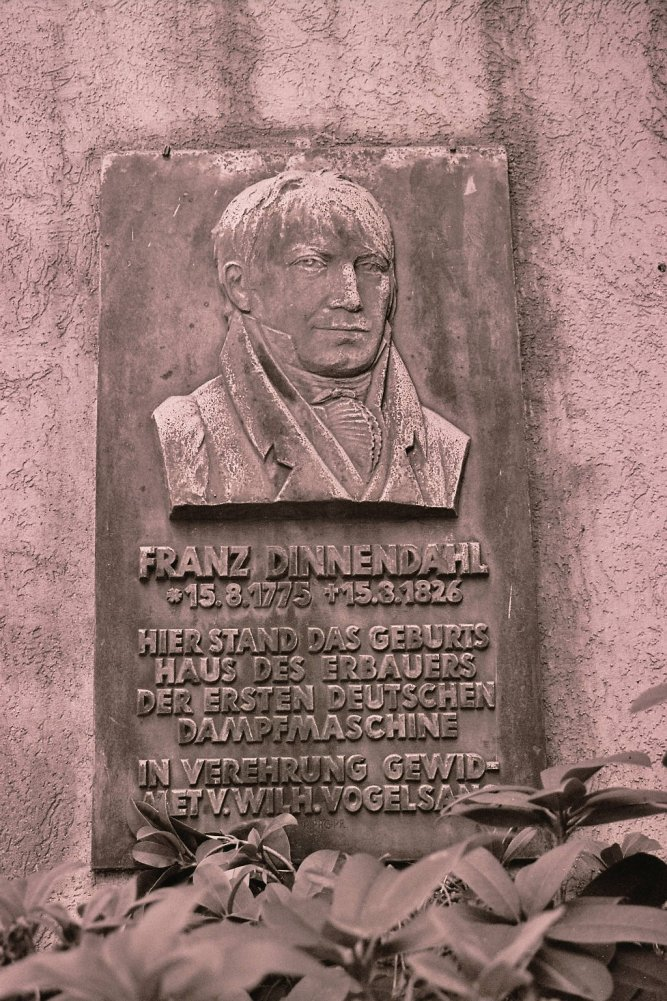
Gedenktafel am Wasserkraftwerk Horster Mühle
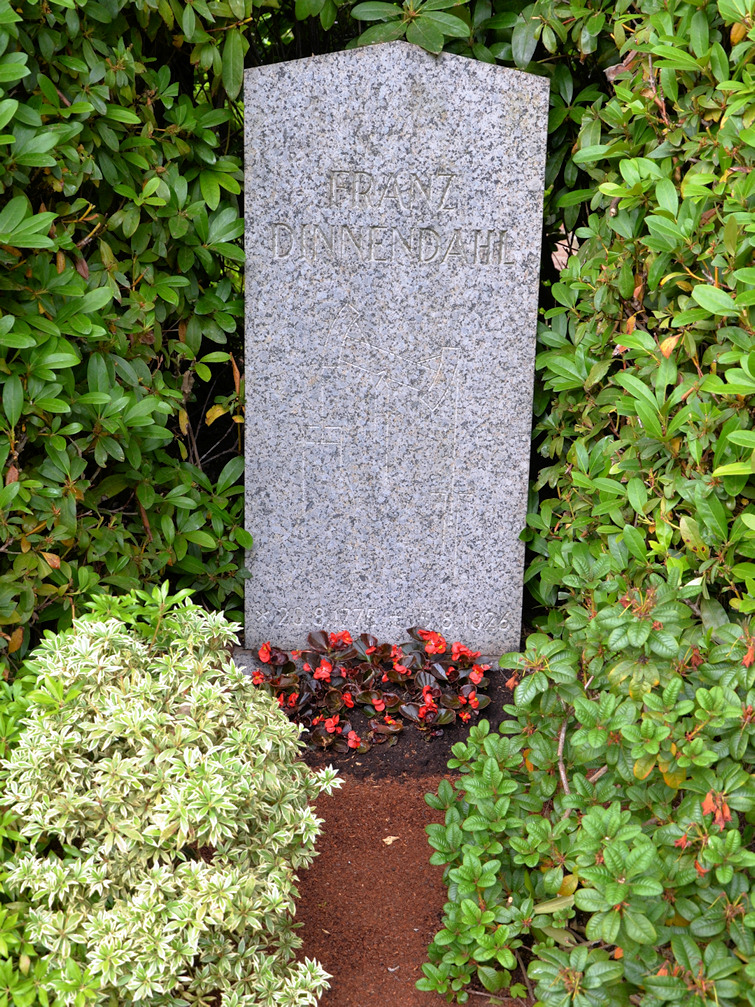
Ehrengrab auf dem Südwestfriedhof Essen